# Cabau
Sequenrecutaui Cabau foi um faraó egípcio do início da XIII dinastia durante o Segundo Período Intermediário. Segundo o egiptólogo Kim Ryholt, ele foi o décimo sexto rei da dinastia, reinando por três anos, de 1 775 até 1 772 a.C.. Thomas Schneider, por outro lado, situa seu reinado de 1 752 até 1 746 a.C.. Alternativamente, Jürgen von Beckerath o vê como o terceiro rei da dinastia. Como governante do início da 13ª dinastia, Cabau teria governado de Mênfis ao Assuão e possivelmente sobre o oeste do Delta do Nilo.

## Cânone de Turim
O nome de Cabau não é mencionado no cânone de Turim, e nem em outras listas de reis antigos. Kim Ryholt afirma que o nome de Cabau foi perdido em uma lacuna wsf (lit.  "ausente") do cânone de Turim relatado na coluna 7, linha 17 do documento. O redator dessa lista de reis, que foi escrita no início do período Raméssida, escreveu wsf quando o documento mais antigo do qual ele estava copiando a lista tinha uma lacuna.

## Família
Uma arquitrave descoberta em Tânis mostra o nome de Cabau junto a de Hor I, o que pode comprovar para Kim Ryholt e Darrel Baker que eles são filho e pai, o que prova que Cabau era co-regente de Hor. Outra descoberta foi a irmandade entre Cabau e seu sucessor Jedequepereu, deduzida por Ryholt, já que tinha uma filiação com Auibré Hor.

## Atestados

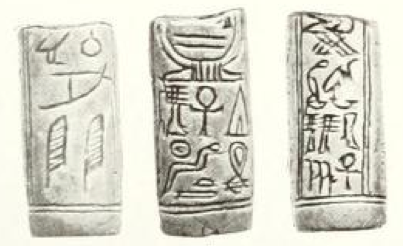
Selo cilíndrico de Cabau fotografada por Flinders Petrie, atualmente no Museu Petrie (UC 11527).

Ryholt e Baker acreditam que as arquitraves do nome e prenome de Cabau e sua relação familiar com Hor não se originaram da região do Delta, mas de Mênfis. As arquitraves podem ter vindo a seus locais de descoberta após a queda da XIII dinastia, quando os hicsos moveram um grande número de monumentos de Mênfis para Aváris e outras cidades do Delta do Nilo, como Bubástis e Tânis. Alternativamente, os arquitraves podem ter permanecido em Aváris até o reinado de Ramessés II, quando este rei construiu sua capital em Pi-Ramessés usando material de Aváris. Pi-Ramessés foi posteriormente desmontado durante a XXI dinastia e seus monumentos espalhados na região do Delta.